# Hendrik Jan van Duren
Hendrik Jan van Duren (Heerde, 30 april 1937 – Wapenveld, 5 februari 2008) was een Nederlands politicus. Hij was actief voor achtereenvolgens de Christelijk-Historische Unie (CHU) en de Boerenpartij en hield het record voor het langstzittende gemeenteraadslid van Nederland.

## Biografie
Van Duren stond bekend als de "Nazaat van Koekoek". In 1963 maakte hij zijn debuut in de gemeenteraad van Heerde voor de toenmalige Christelijk-Historische Unie. Via de jongerenafdeling was hij bij deze partij terechtgekomen. Hoewel hij in 1966 op een onverkiesbare plaats werd gezet, kwam hij met voorkeurstemmen in de gemeenteraad. In 1970 maakte hij de overstap naar de Boerenpartij, die op dat moment op haar hoogtepunt zat.
Van Duren was boer in Wapenveld en trok samen met de leider van de Boerenpartij Hendrik Koekoek jarenlang op tegen het Landbouwschap. Als raadslid was hij heel toegankelijk en menig bewoner kon bij hem terecht voor lokale problemen aan de keukentafel in zijn boerderij. Door zijn stabiele persoonlijkheid en als voorvechter van het bestrijden van onrecht haalde de Boerenpartij in Heerde steeds meerdere raadszetels met als uitschieter vier zetels in 2006. Datzelfde jaar trok hij zich vanwege gezondheidsredenen terug na 43 jaar raadslidmaatschap. 
Voor zijn bewezen diensten werd Van Duren bij zijn afscheid benoemd tot ereburger van Heerde. Ook was hij Ridder in de Orde van Oranje-Nassau.